# Love It If We Made It
〈Love It If We Made It〉是英國1975樂團創作和錄製的歌曲，收錄於他們的第三張錄音室專輯《網路交友的快問快答》。歌曲作為專輯的第二首單曲，於2018年7月19日發行。鼓手丹尼爾約莫於2015年製作出歌曲的雛形，其後由主唱希利接手填詞，其中大部分是擷取自2016年至2018年小報的頭條標題。由於結果顯得過於荒唐，因此他又對其進行重寫，這也恰好反映出當時社會和政治事件的變化無常。歌曲靈感源於王子的〈Sign o' the Times〉。
〈Love It If We Made It〉是首中速的電子搖滾歌曲，融精緻流行、合成器流行、強力流行、放克和流行樂於一爐。主題上，歌曲著墨在探討現代人的惡習、虛偽和假資訊的議題，歌詞亦提及多起社會事件，包含美國國歌抗議活動、艾兰·库尔迪之死、利尔·皮普之死，以及唐纳德·特朗普录影门等等。
甫經發行，〈Love It If We Made It〉便獲得音樂評論家的廣泛好評，評論稱其為專輯的一大亮點及唱片的論點陳述等等。正面評價主要交會在歌曲的主題、歌詞、製作和希利的唱功上。歌曲出沒於許多媒體的年末歌曲評選，更被《紐約時報》、Pitchfork譽為2018年的最佳歌曲。商業上，〈Love It If We Made It〉登上美國告示牌熱門搖滾和另類歌曲榜第10位、英國單曲榜第33位，同時打進蘇格蘭、愛爾蘭和加拿大的前50位之內。歌曲被英國唱片業協會認證為銀唱片。

## 創作和錄製

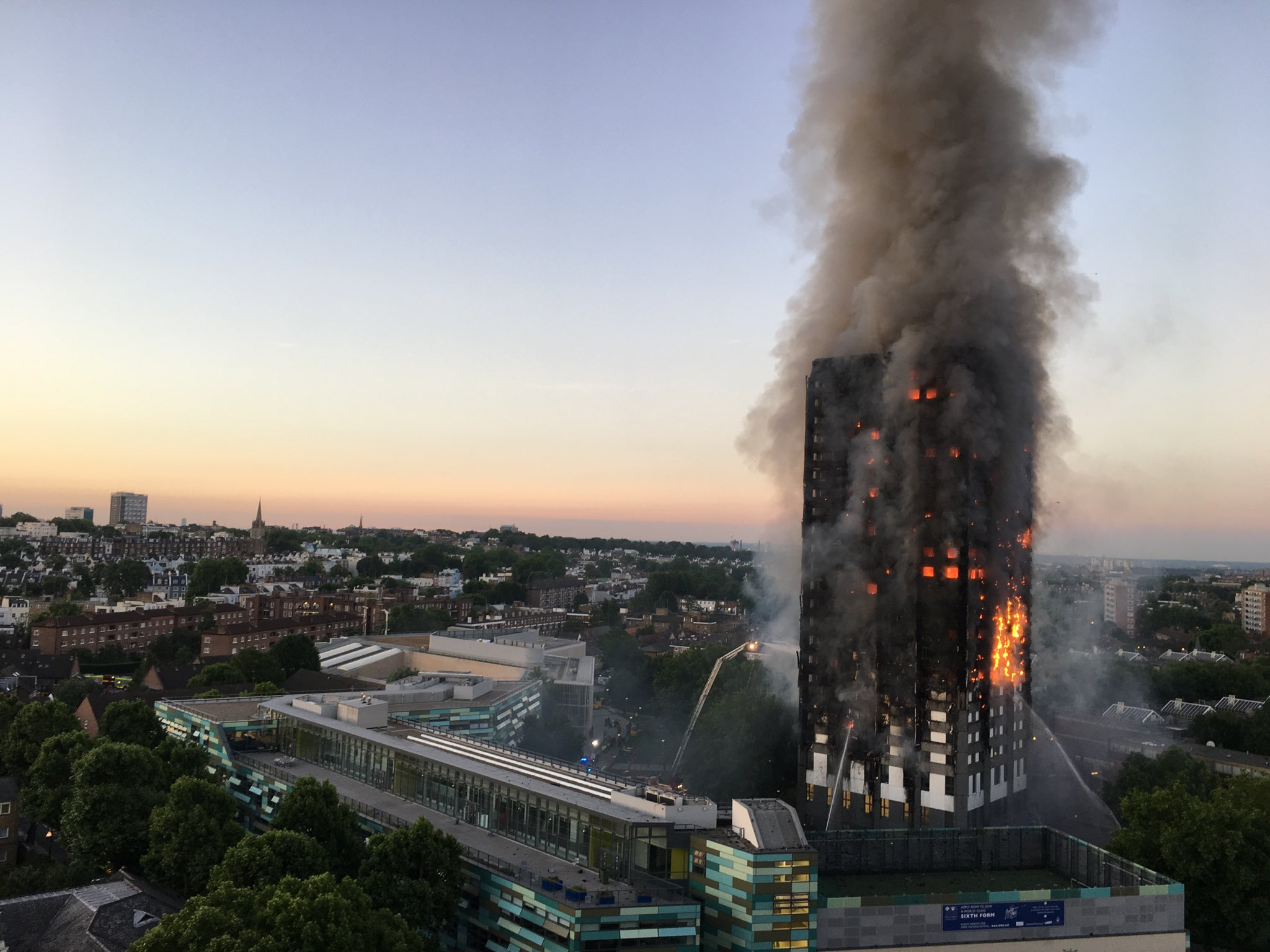
格蘭菲塔火災對希利造成重大影響，促使他將〈Love It If We Made It〉轉化為「向外的驅魔」

鼓手丹尼爾約莫在2015年製作出此歌曲的器樂 。而在1975樂團專輯《突襲美夢》的錄音工作告一段落後，樂團便開始進行歌曲的歌詞創作。樂團受到The Blue Nile1989年專輯《Hats》的啟發甚鉅，他們在突襲美夢的巡演過程中就一直常聽這張專輯，因而想要創造出差不多但是「有一點不一樣的東西（…）像Blue Nile用了類固醇一樣」，並讓歌曲帶有「重重的機器感，從工業意義上來說」。在《娛樂周刊》的訪談中，希利稱歌曲是基於Blue Nile的〈The Downtown Lights〉創作出來的，並表示：「我不想遮遮掩掩的，我還要所有知道的人都清楚知道我是在提這首歌 。」
希利請Dirty Hit的產品主管Ed Blow到當地的報亭去買每天的報紙。他的主意是收集每份小報的頭版標題，以此做成一首歌。然而，他在過程中發覺到將這些頭條串起來的結果宛如一場鬧劇，頗顯荒唐滑稽，因此作罷。2017年6月，離Dirty Hit辦公室不遠的格蘭菲塔發生大火，這給希利造成強大的影響。他表示，這個事件在當中扮演著催化劑的角色：「這就是這首歌變成向外的驅魔的時候了」
在2017年，正進行《突襲美夢》巡迴演唱之時，樂團首次有了想要推展〈Love It If We Made It〉的創作進度的念頭。當時在飛機上，丹尼爾鼓勵希利為他在2015年做的器樂上編寫歌詞，該器樂當時僅由兩個和弦組成。希利有一段句子「fucking in a car, shooting heroin」（在車子裡做愛，注射海洛因）和一段關於艾瑞克·加納的句子，但大多數的主歌（verse）都尚未形成，一直到錄音過程的晚期才終於完成。他重新審視先前收集小報頭條的想法，決定記錄2016年到2018年來發生的各種大事，而每當又有什麼事情激怒他時，他便將之加進筆記中方便整理。希利在製作歌曲上一再拖延，在最後又重寫了幾次。而在歌詞看起來顯得更實在時，他意識到它已然成為《網路交友的快問快答》的基準，將整張專輯從他的私人的自省日記改造為面向外界世界的唱片。希利無意創作一首抗議歌曲，覺得〈Love It If We Made It〉需要是對各個事件客觀總結而非只是主觀意見表達。為了完成歌曲，他看了王子1987年的歌曲〈Sign o' the Times〉的敘事安排，期盼創作出一個「超級現代」的版本，記錄了樂團生命中政治味最濃烈、社會動盪不安的時期。

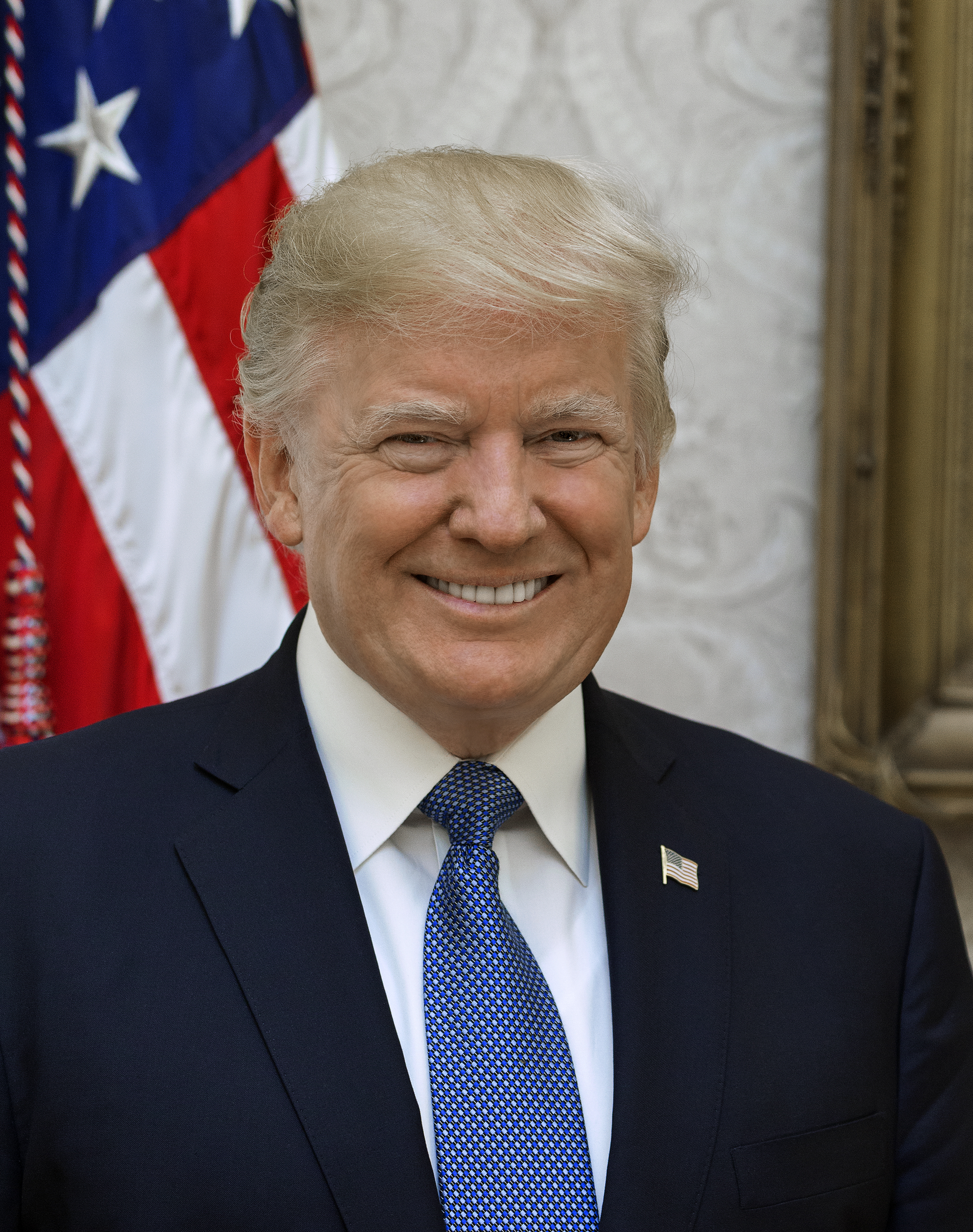
〈Love It If We Made It〉引用了美國前任總統唐納·川普的爭議性言論，詳見：唐纳德·特朗普录影门

隨著歌曲創作工作持續進行，希利因累積太多素材而需對歌詞內容做出刪減，像「Horse Burger Butchered by the British」（英國人屠殺的馬漢堡）和一段關於外國護士的歌詞等都被移除。最終，希利稱創作過程中最艱難的部分是讓歌詞前後押韻。他寫出了歌曲的橋段，即他所說的「一坨拉庫的想法」——將當下所有出現在他腦海中的字寫下來。橋段的歌詞如下：「Consultation, degradation, fossil-fueling masturbation / Immigration, liberal kitsch, kneeling on a pitch」（諮詢、降解、化石燃料、自慰／移民、自由主義媚俗、跪在球場上），後面則是七個音節的間隙以及「excited to be indicted」（很高興被起訴）的句子。在後段歌詞提及美國時任總統唐納·川普和肯伊·威斯特在Twitter的互動後，他決定再加入一段川普的知名言論。在車上哼唱歌曲的旋律時，希利意識到「I moved on her like a bitch」（我像婊子一樣騎著她）——川普在《走進好萊塢》節目中的發言——十分貼合缺少歌詞的那段間隙。雖然其他樂團成員出於對審查的恐懼敦促他不要將其加入歌詞中，但希利仍堅持這一決定，表示他對這個後果無所謂，畢竟他只是逐字引用美國總統的言論。
在《突襲美夢》巡迴演唱會來到尾聲時，1975樂團回到錄音室錄製〈Love It If We Made It〉。樂團在第一次完整聽過這首歌後被震撼住，覺得它真是「太瘋狂了」，希利形容道。然而，他對錄製這首歌曲感到不舒服，待他對歌詞的不舒服感覺逐漸消解時，他對自己唱的東西感到難以置信，特別是發覺到這個世界變得多麼奇異。在與Genius的對談中，他表示儘管樂團只是複述美國總統的說的話，電台仍會消音「I moved on her like a bitch」的段落。在形容這個現象有多不正常之餘，希利表示：「這是個奇怪的現實，這很奇怪，像是《蠢蛋進化論》之類的事」

## 靈感
啟發自現代化生活的失敗，1975樂團希冀〈Love It If We Made It〉的歌名能代表他們對於人類精神的堅韌性的樂觀態度。影響歌詞的其中一個主題是對另類事實和後真相的逐漸接受。希利以地平說的捲土重生為例，指出其信念與有形的物理證據相牴觸。在更大的範圍內，他也關注環球的線上交流和網際網路的武器化問題，稱其演變為煽動不信任的工具，並導致了謊言及假資訊的傳播。此外，他也受到保守派專家米羅·雅諾波魯斯和坎迪斯·欧文斯的啟發。希利力求試圖在這個「關注度經濟」的時代，就人們多容易被煽動的現象，寫出引起聽眾關注的歌詞。例如他借用一件川普T-shirt上打的標語：「Trump 2016, fuck your feelings.」（2016年川普，操你媽的）

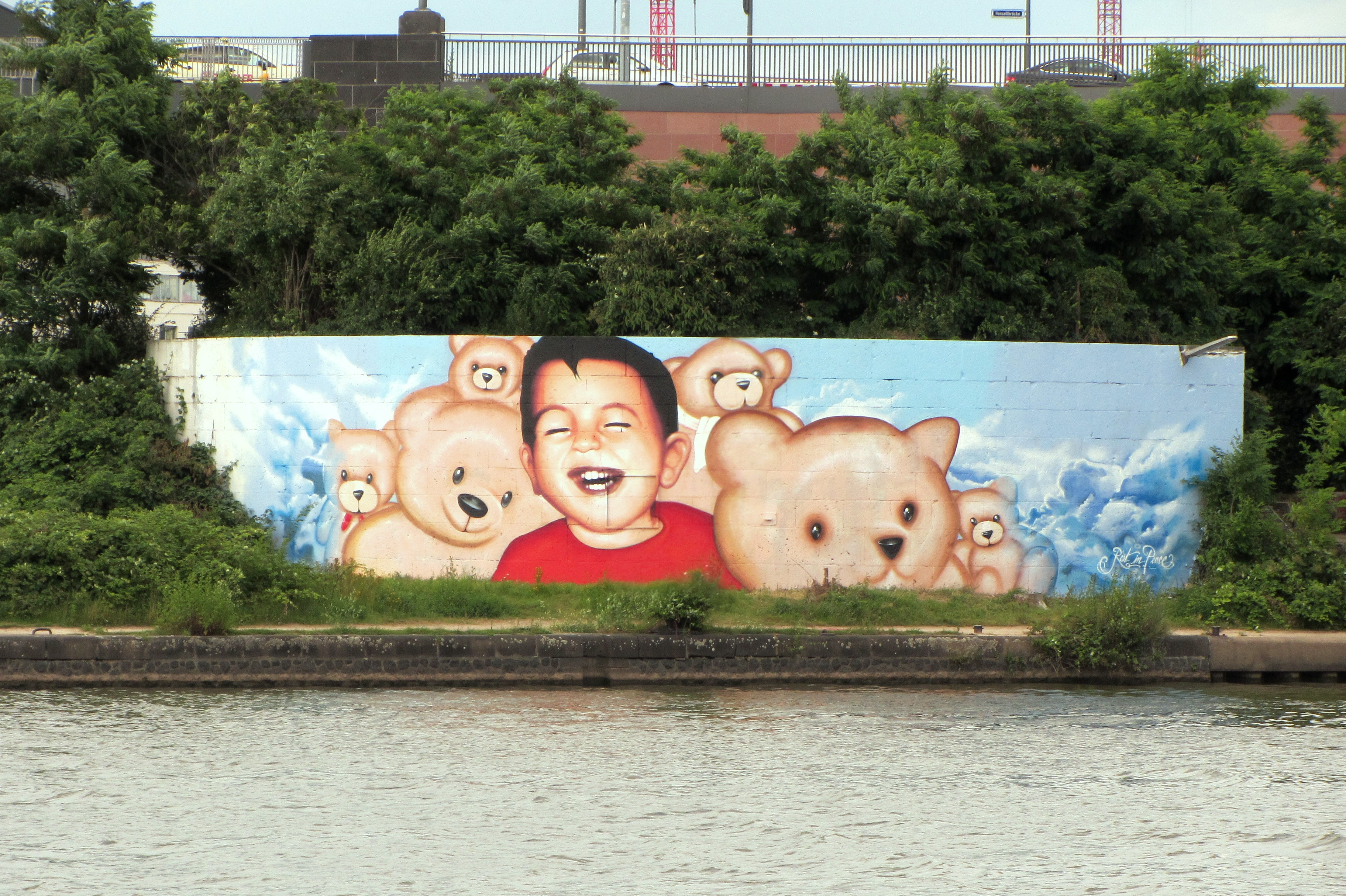
艾兰·库尔迪之死、其在英國大眾的反應，和該國保守派媒體的麻木不仁促成了〈Love It If We Made It〉的誕生

艾兰·库尔迪之死在世界各地引起的反應亦給1975樂團帶來啟發，該名死者年僅3歲，在歐洲移民危機時搭船橫越愛琴海的途中死於溺斃。希利對將其死狀拍下照片，藉此博取英國公眾同情的舉動感到不齒，並批評該國保守派媒體的反應。此外，他希望為Lil Peep獻上致敬，並稱呼他為先鋒。指雖然他不是他最「熱衷的粉絲」，但了解該饒舌歌手死亡的沉重：「這非常不合時宜也非常難過，但我想要表揚他，如果我有機會的話」。希利在〈Love It If We Made It〉中對耶穌的呼喚源自他對於信仰不斷變化的觀點，他透露曾頑固地自稱是無神論者，但如今因對宗教信仰的文化的整體了解和同理程度提升，無神論立場已不再那麼堅定。
希利在〈Love It If We Made It〉中使用「daddy」（爹地）一詞是源自他對網路迷因文化的迷戀，表示該詞在網路世界中已有性的意涵。「Poison me daddy」（毒死我吧爹地）這段歌詞的靈感源自2018年的謝爾蓋·斯克里帕爾毒殺案，他表示在閱覽事件的相關報導時收到了樂迷稱呼他為「爹地」的留言。他進一步描述道：「如果你告訴某個15歲的孩子，『你將會有一台電腦，裡面人們會叫你爹地，然後你可以同時閱讀BBC新聞』，這是個奇怪的現實」。在認知到他對美國黑人受到的種族歧視歷史缺乏了解後，希利想要將他觀察到的一個矛盾現象搬到檯面。他形容美國文化對非裔美國人過度崇拜，但同時大興奪取年輕黑人男子年華的監獄系統。他在〈Love It If We Made It〉中加入了對這一現象的中立觀察，表示他「（沒有）任何解決方案，但（他是）一位藝術家，這不是（他的）工作」。相似地，歌曲提及了美國國歌抗議活動。希利對這項爭議感到困惑，稱美國保守派媒體傾向將這議題描繪為反美和反民主，即使美國有和平抗爭和堅持個人信念的傳統。

## 詞曲
在音樂性上，〈Love It If We Made It〉是一首中速的電子搖滾謠曲，總長度4分13秒。器樂部分，歌曲以電子流行為主幹，亦能看到帶有工業和新浪潮的影子，以及合成器流行、強力流行、迪斯可、放克和流行樂的風格。根據哈爾·倫納德音樂出版事業在Musicnotes.com發布的樂譜，〈Love It If We Made It〉拍子設定在四四拍，速度達到每分鐘90拍。歌曲主要以E大調編成，而希利的人声音域範圍位於B和B4之間。製作上，《DIY》雜誌的威爾·理查茲形容〈Love It If We Made It〉鋒利而尖銳，它含有精緻流行的旋律、一飛沖天的合唱聲部、如長嚎的迪斯可連復段、迷幻且脈動的節拍器、閃亮而緊張的電子流行合成器、巨大且堅持的鼓打、類似豎琴的琶音，以及朦朧的電音製作元素。希利以一種意識流的風格慷慨激昂地唱著，許多人則指出其近乎吶喊，或嘶吼，嗥叫及說唱。
在開始前，〈Love It If We Made It〉以近乎無聲的24秒作為開場，其間由一組簡單的斷奏和弦、閃閃發光的合成器、風鈴、鋼琴音符和安靜跳動的鍵盤組成。隨著器樂強度逐漸上升並達到高潮，緊接的滑奏標示著第一段主歌的開始。這時希利以16個字的对句的主歌，「極為簡潔的」表達出了青春、不滿和絕望，《偏锋杂志》的普賴爾·斯特勞德描述，他唱道：「We're fucking in a car, shooting heroin / Saying controversial things just for the hell of it」（我們在車子裡做愛、注射海洛因／發表爭議性的言論只為了好玩）。隨著歌曲繼續進行，閃爍的合成器隨之加入，為歌曲提升了氛圍感。在第一段副歌，希利熱情奔放地重複歌曲的標題數次，莫蘭德形容其既是懇求又是宣布要作出改變。下一段副歌「爆發」為放克風格的合聲，搭配步步高升的合成器、迸發的放克吉他、電子吉他以及經過合成的福音合唱團人聲。歌曲以斷奏的弦樂收結，《Pitchfork》的萊恩·多姆巴爾將之比作「無情轉動著秒針的時鐘」。
主題上，〈Love It If We Made It〉探討今世人類的惡習、虛偽及假資訊，並鼓勵人們反抗當代政治和文化的混亂和動亂。在第一段主歌中，他談到鴉片類藥物的氾濫、針對黑人的種族歧視、警察暴舉、黑人的命也是命運動、網路安全漏洞、美國监狱工业复合体、假新聞以及歌手的海洛因成癮。第二段主歌談到了網路文化、Lil Peep之死、敘利亞難民危機、艾蘭·庫迪溺水事件及宗教信仰。第三段也是最後一段主歌包含兩段川普的引言——包含他與威斯特的談話——強調該者明顯的偏執、種族歧視和偏見，並提及到了右翼移民爭議和美國國歌抗議活動。《Pitchfork》的奎茵·莫蘭德指出雖然主歌描繪出了一個嚴峻、折磨人的現實，但它被充滿希望且豔麗多彩的副歌中和掉了。賈米森也表達了相似看法，描述副歌給予「我們世界的烏雲的一線希望、暴風雨過後的第一道光明曙光」。

### 分析
《華盛頓郵報》的克里斯·理查茲認為〈Love It If We Made It〉是一首現代抗議歌曲，並發現希利對資本主義被視為現代性的象徵的挫折。《阿特伍德雜誌》的米奇·莫斯克也將其視為一首抗議歌曲，稱其呈現出壓倒性的力量和希望，同時敲響了要求社會做出改變的警鐘。同樣地，羅伊辛·奧康納稱〈Love It If We Made It〉為一首時代性的抗議歌曲，與比利·喬1989年的〈We Didn't Start the Fire〉和麥可·傑克森1988年的〈镜中人〉比肩。與之相比，《新音樂快遞》的艾爾·杭特說與其爭論是不是抗議歌曲，它「傲慢、荒唐主義的論戰捕捉了我們所生活的時代的光景」。希利同樣也拒絕抗議的標籤，表示：「希望它可以用作為時代的蒙太奇，但不是要它去改變時代 [...] 它並不提供一個解決方案。」《遊行》雜誌的潔西卡·賽格稱〈Love It If We Made It〉為對困擾2010年代後半部分的社會問題的憤怒回擊，「從阿片類藥物氾濫到化石燃料，再到種族主義、營利性監獄和仇外心理——僅僅舉幾個例子」
《聲音文摘》的李珍妮認為〈Love It If We Made It〉反映了2010年代，不斷改變的政治環境、社會情勢和科技發展對於人類的衝擊。她指出與其譴責特定的人或政策，希利以一種原始、赤裸的方式碰觸到了每個話題，起到了促使聽眾自我檢點的作用。《新音樂雜誌》的丹·斯塔布斯同樣評述歌手並沒有呈現出特定的立場，而是強調真實世界中已被視為稀鬆平常的恐怖事物，並要求聽眾自己做出結論。他的觀察也被《前音後果》的作家大衛·薩克拉附和，表示歌曲的歌詞並置方式模仿了社交媒體的推送機制——可怕的悲劇以一種超然的態度與平凡的事物並肩而立——希利讓我們看到堅韌的希望之光。《君子》的麥特·米勒指副歌表現出一種諷刺的樂觀情緒。《The Line of Best Fit》的克萊爾·比德爾斯也觀察到一種堅韌的口吻，稱歌曲包含了《網路交友的快問快答》中少有的希望時刻。
《紐約時報》的喬·卡司卡雷利認為〈Love It If We Made It〉作為《網路交友的快問快答》的論點陳述，幾乎不可能進行分類，但可與〈We Didn't Start the Fire〉相比。《伯茲曼每日紀事報》的傑克·艾佛森稱〈Love It If We Made It〉為一首「雷鳴般的搖滾歌曲」、「讚歌中的讚歌，乍聽起來不太協調但又與近年的一切完全同步」。比德爾斯評論伴奏是平整、宏亮且堅毅的，稱「歌曲本體是一塊大石、極致的極繁主義者。每一次的電子顫音和嗖嗖聲就像從過度包裝的整體溢出的數位溢出物。」《科里夫蘭雜誌》的特羅伊·史密斯認為歌曲是「飛揚的歡蹦亂跳，隨著進行而變得越來越大」B-Sides的吉瑟羅·費南德茲稱歌曲「懇求現代社會改變其破壞性的作風，並且在電子流行合成器脈動的同時尋找適合這個瘋狂時期的可行解方」

## 發行與宣傳
在2018年初，數個寫著〈Love It If We Made It〉歌詞的廣告牌開始矗立於各大城市。如一張海報寫著「poison me daddy」，《新音樂快遞》的湯姆·康尼克稱呼它「半開玩笑地提及當代閱聽眾採行的極端飯圈文化」。另有一張海報出現在街頭，上面寫著「Rest In Peace Lil Peep」（安息吧，Lil Peep），指涉了2017年該饒舌歌手的死亡。這些廣告牌成為1975樂團飯圈的朝聖地，吸引粉絲前去廣告牌自拍。2019年6月6日，樂團開始將1500個關懷包裹隨機發送到粉絲的家中。包裹裡包含一封以電腦打字的信，其中引用了〈Love It If We Made It〉的首段歌詞，並且混合了唐纳德·特朗普在《走進好萊塢》中的部分發言和一則《每日镜报》的報紙頭條：「When you're a star, they let you do it. You can do anything. 5 ways to save money as parents of three after the birth of the royal baby.」（你成為巨星後做什麼都行。你無所不能。皇家寶寶出生後，5種3寶父母省錢的方式。）7月11日，包含一張紙的新聞資料袋寄送到數家媒體組織。其中宣布：「在7月19日，1975樂團發行〈Love It If We Made It〉」。資料袋中也包含歌曲的歌詞並透露此歌曲將成為《網路交友的快問快答》的第二首單曲。樂團其後在Twitter公布歌曲的發行資訊。〈Love It If We Made It〉於2018年7月19日正式發行。

## 迴響

### 專業評價
甫經發行，〈Love It If We Made It〉便獲得音樂評論家的好評，並被許多評論家認為是2010年代的最佳歌曲之一、1975樂團最偉大的歌曲、時代的讚歌，以及千禧世代對〈We Didn't Start the Fire〉的答應。歌曲後來獲得2019年艾弗·諾韋洛獎「最佳當代歌曲」，由BASCA（英國歌曲作家、作曲家及作詞家學院）頒授。《滾石》雜誌的克萊爾·雪佛稱〈Love It If We Made It〉將歌曲的廣泛好評以及「讚歌」的地位歸因於捕捉到2010年代恐懼最真誠的掛網感，混合了令社交媒體使用者與前任總統川普治下的美國人所熟知的恐慌與蔑視感。
《苗條》雜誌的哈利·哈里斯認為〈Love It If We Made It〉是《網路交友的快問快答》三個佼佼者中的其中一個，描述歌曲為「對於Blue Nile式的豐裕的焦慮不安的表演」。同樣的，《Q》雜誌的多里安·林斯基稱它是專輯中的四個閃光點之一。多姆巴爾認為〈Love It If We Made It〉是專輯的巔峰和「罕見地確實完成任務的『我們時代的讚歌』」，並稱「Thank you Kanye, very cool!」（謝謝肯伊，非常酷!）是2018年最佳歌詞。理查茲將歌曲視為專輯中不和諧的中央裝飾品，寫道希利「從泥水中撈出一點希望」。薩克拉認為它是專輯中三首精華歌曲之一，稱其為1975樂團的生涯閃光點，揭露了他們真正的潛能。《前音後果》的本·凱認為〈Love It If We Made It〉是專輯的綱領，稱它聽起來像的2018年版本。他補充道：「描寫我們的世界有多扭曲很容易變得像在迎合某人或是陳腔濫調，但希利在這搞定文化場域時聽起來十分真誠且熱情」
比德斯讚賞〈Love It If We Made It〉是1975樂團的杰作，將歌曲比作「一面呈現當代生活殘酷和痛苦的鏡子」。科斯卡雷利和《校隊》的伊莉莎白·迪爾登-威廉斯稱其為1975樂團生涯決定性之作。康尼克讚其為樂團生涯中的最佳歌曲，指出很少歌曲能成功用同樣的方式這樣捕捉到文化時刻，並將它比作「現今世界的快照，從Twitter崩潰到引起眾怒的小報頭條，毒癮到早逝的饒舌歌手，它的歌詞在短短四分鐘內涵蓋了整個當代意識」。411Mania的大衛·海特寫道：「〈Love It If We Made It〉象徵著1975樂團從世界上最炙手可熱的獨立樂團轉型為時代之聲的確切時刻」《前音後果》的珍妮佛·厄文覺得歌曲是樂團十年來成長起伏的最大高潮。《大西洋》雜誌的史賓賽·寇哈伯形容〈Love It If We Made It〉是「我們時代的的聚合政治讚歌」，並將之列入一個歷史性流行樂歌單，以代表2020年美國總統選舉產生的焦慮。《Highsnobiety》雜誌的傑克·印第安那說樂團「真正捕捉到生命中的吉光片羽」，並寫道：「〈Love It If We Made It〉象徵著第一首——也是唯一一首歌曲，幾乎可以成為我們這個時代的聖歌」

〈Love It If We Made It〉多次被音樂評論家比擬為比利·喬1989年歌曲〈We Didn't Start the Fire〉。

《雷達之下》雜誌的康拉德·鄧肯稱第一段歌詞「令人瞠目結舌」，並評論〈Love It If We Made It〉為「令人興奮的80年代流行樂」《Spin》雜誌的伊恩·科恩稱歌曲為〈We Didn't Start the Fire〉的「線上腦霧重啟」，而《洛杉磯時報》的麥可爾·伍德稱它為〈We Didn't Start the Fire〉的更新版本，混合了卡莉·蕾·杰普森的編程弦樂。衛星音樂網的播種季節稱〈Love It If We Made It〉執行「極度地出色」，對比樂團寫得更好的〈别人〉（2016）更新版來說。《No Ripcord》的胡安·羅德里格斯稱歌曲積極、輝煌且多維度。他注意到它融合了類似〈We Didn't Start the Fire〉的抗議音樂以及Prefab Sprout的複雜民謠和時尚魅力。AllMusic的馬特·科勒〈Love It If We Made It〉為「熱情洋溢的讚歌」和〈We Didn't Start the Fire〉、范海倫1992年〈Right Now〉以及菲爾·柯林斯1989年〈Another Day in Paradise〉的網路時代版本。《衛報》的本·博蒙特·湯瑪士和勞拉·史內普斯稱它為〈We Didn't Start the Fire〉和〈Sign O' the Times〉的千禧年版本，並讚賞希利麻木而激烈的歌聲，以及信念和同理心的融合。他們也肯定對句「I'd love it if we made it」（如果我們成功了我也會愛上它）是2018年「最簡單但最感人的歌詞」之一。艾佛森讚賞希利的嗓音是2010年最好的，稱〈Love It If We Made It〉本質上是這十年的微型版本，以「適合跳舞、4分鐘長的包裝」證明了歌手夠格作為樂團的門面擔當。

### 榮譽
| 評論家/組織                    | 時間跨度       | 排名 | 出版年份 |
| ------------------------------ | -------------- | ---- | -------- |
| B-Sides                        | 十年末         | 11   | 2019     |
| 《博茲曼每日紀事報》           | 十年末         | 9    | 2019     |
| 《克里夫蘭雜誌》               | 21世紀         | 18   | 2019     |
| 前音後果                       | 年末           | 18   | 2018     |
| 前音後果                       | 十年末         | 56   | 2019     |
| 前音後果                       | 十年末（搖滾） | 18   | 2019     |
| 《內布拉斯加日報》             | 年末           | 1    | 2019     |
| 克里斯·德維爾（《Stereogum》） | 年末           | 2    | 2018     |
| 君子                           | 年末           | N/A  | 2018     |
| 君子                           | 年末（流行）   | N/A  | 2018     |
| 《The Fader》                  | 年末           | 43   | 2018     |
| Genius                         | 年末           | 32   | 2018     |
| 《衛報》                       | 年末           | 10   | 2018     |
| Highsnobiety                   | 年末           | 34   | 2018     |
| 內幕                           | 十年末         | 42   | 2019     |
| 莎拉·賈米森（《DIY》）         | 年末           | 1    | 2018     |
| JOE                            | 年末           | 1    | 2018     |
| 萊恩·里斯（《Stereogum》）     | 年末           | 3    | 2018     |
| The Line of Best Fit           | 年末           | 2    | 2018     |
| 《新闻日报》                   | 年末           | 9    | 2018     |
| 《紐約時報》                   | 年末           | 1    | 2018     |
| 《新音乐快递》                 | 年末           | 2    | 2018     |
| 《新音乐快递》                 | 十年末         | 4    | 2019     |
| 全国公共广播电台               | 年末           | 9    | 2018     |
| 《Paste》                      | 年末           | 48   | 2018     |
| 《Pitchfork》                  | 年末           | 1    | 2018     |
| 《Pitchfork》                  | 十年末         | 16   | 2019     |
| 《Refinery29》                 | 十年末         | N/A  | 2019     |
| The Ringer                     | 年末           | 1    | 2018     |
| 《滾石》                       | 年末           | 20   | 2018     |
| 《滾石》                       | 十年末         | 98   | 2019     |
| Spin                           | 年末           | 40   | 2018     |
| 《Stereogum》                  | 十年末         | 22   | 2019     |
| 《坦帕灣時報》                 | 年末           | 12   | 2018     |
| 《坦帕灣時報》                 | 十年末         | 39   | 2019     |
| 刺激者                         | 年末           | 9    | 2018     |
| Uproxx                         | 年末           | 5    | 2018     |
| Uproxx                         | 十年末         | 51   | 2019     |
| 《禿鷲》                       | 年末           | 8    | 2018     |

## 商業表現
在1975樂團的母國英國，〈Love It If We Made It〉就在英國單曲榜上空降第33位。在蘇格蘭，這首歌達到了第 47 名。它後來獲得英国唱片业协会的銀認證，表示銷量總計超過200,000份。在歐洲其他地方，這首歌在愛爾蘭的排名最高為第35位。在美國，〈Love It If We Made It〉在美國《告示牌》熱門搖滾和另類歌曲排行榜上排名第10位，隨後在該排行榜2018年和2019年年終版中分別排名第86位和第47位。此外，它在美國《告示牌》Rock Airplay排行榜上排名第9位，在2019年年終排行榜上排名第36位。在其他地方，〈Love It If We Made It〉在加拿大告示牌搖滾歌曲排行榜上最高排名第46位。

## 音樂影片

### 背景與發佈
2018年7月，1975樂團透露即將在倫敦開拍新的音樂影片，邀請粉絲提出申請以在其中客串。7月22日，希利發推表示：「我剛剛花了整整兩天與我們的粉絲拍攝影片，我想說我不能再更自豪了。你們真是又怪異又美麗。這是我生命中最美好的幾天，謝謝你們」。共有兩部音樂影片發布到網上以宣傳〈Love It If We Made It〉。第一部為直式影片，於2018年8月12日發佈到Spotify。影片中樂團成員的身軀化為霓虹色背景的剪影，演奏著歌曲，背景還包含各種亮麗多彩的打光，而歌詞展示在畫面的上方。第二部影片，亦即前者的完整版，於2018年10月15日發佈。它由亞當·鮑威爾執導，托比亞斯·賴蘭德負責燈光和概念性設計。影片畫面擴展了直式版影片的大小，除了包含同樣的彩色剪影鏡頭外，還穿插了帶有尋獲鏡頭風格的戰爭、英雄、惡棍、暴徒、災難以及社會困境的片段。

### 簡介
影片大體被剪輯成故障、扭曲和緩衝的樣子，開場出現的是一個塑膠袋安靜地漂浮在海中。隨著歌曲開始，一張雅諾波魯斯的照片配合「發表爭議性的言論只為了好玩」的歌詞閃現出來。當希利唱到關於人們對黑色素的偶像化時，畫面展示數個美國人在黑色星期五特賣期間互相打鬥。隨後的鏡頭展示艾瑞克·加納被手機攝錄到將要死於纽约市警察局的手中。到43秒針對監獄系統私有化的歌詞時，出現頭被套住的橘衣囚犯。當歌手質疑事實的真實性時，基督教極端組織威斯特布路浸信會短暫地閃現在螢幕。接下來，當希利對現代的失敗墮落發出沉思時，展示了哈維·溫斯坦的影像，對此康尼克解釋為對Mee Too運動的指涉。
第二段主歌開始後，希利在一個寫著「毒死我吧爹地」的廣告牌前自拍，然後出現2011年倫敦暴動的影像。接下來，歌手在唱到因溺水而死在海灘的兒童時，艾蘭·庫迪的畫面出現，之後則是一個寫著「安息吧Lil Peep」的廣告牌。此外，還穿插了格林菲爾塔的火災畫面。第二段副歌後有一段舞蹈表演，致敬了麥可·傑克森1987年〈The Way You Make Me Feel〉音樂影片中的舞蹈，《Dork》編輯人員將此形容為後末世。多個來自不同文化背景的人們的臉部蒙太奇在舞蹈後出現，這是在樂團拍攝〈TooTimeTooTimeTooTime〉影片時所拍攝。
在橋段關於自由主義者和移民的部分，穿插了布雷特·卡瓦諾的片段。接著，一張川普的照片配合「我像婊子一樣上她」的歌詞出現，在之後則是反唐纳·川普抗议者呼籲彈劾川普的片段。在唱到「謝謝你肯伊，非常酷」時穿插了威斯特的鏡頭，提及戰爭時更穿插了來自九一一袭击事件的片段。影片結束時，快速連續顯示1975樂團粉絲的特寫圖像，最後一張則是希利的臉孔淡出視野，搭配著iPhone「滑動以關閉電源」訊息。片尾字幕列出了一系列運動和組織，包括Me Too、黑人的命也是命、联合国儿童基金会、救助儿童会和It Gets Better，並附有一句引言：「如果我看不到文化終結的美麗/那麼至少我看到了現實終結的文化。」

### 評價
康尼克認為這段影片是“對一個破碎的星球的國情咨文演講”，稱其扣人心弦且毫不費力地時尚，並指出它以“不間斷、漫不經心的速度”移動。《告示牌》的布魯克·巴格羅維奇寫道，視覺效果對社會問題和圖像的評論與〈Love It If We Made It〉的令人振奮的聲音並列，強調使用不同的面孔來“提醒人們，受到世界混亂影響的人們都是人，不分種族、性別或民族」。巴格羅維奇還在影片接近尾聲時觀察到了政治色彩，以川普、卡瓦諾和威斯特的鏡頭為代表，並評論說它引用了前總統「製造了字面和隱喻的戰爭」。 MTV新聞的派翠克·霍斯肯讚揚了這段“令人眼花繚亂”和“美得驚人”的視頻，特別稱讚同步舞蹈“令人難以置信”，並寫道它有助於實體化歌曲的焦慮。同樣，《Euphoria》雜誌的迪倫·哈斯也對舞蹈給予肯定，並將其與傑克遜進行了比較。〈Love It If We Made It〉隨後獲得2019年英國音樂錄影帶獎最佳搖滾錄影帶提名和2019年MTV音樂錄影帶獎最佳搖滾錄影帶提名。

### 推特爭議
2020年5月，喬治·弗洛伊德被殺害致死後，希利在推特上支持“黑人的命也是命”運動，並譴責那些發推文“所有的命也是命”的人：「如果你真的相信『所有的命都是命』，你就必須停止為終結黑人的生命提供便利」。在同一條推文中，他添加了〈Love It If We Made It〉音樂影片的鏈接。由於該影片的相關歌詞內容涉及種族主義和警察暴力，這導致用戶指責他以“黑人生命也是命”運動為藉口來宣傳他的音樂。希利刪除了這條推文，並在隨後的推文中回應了反對聲浪，然後刪除了他的帳戶：「抱歉，我沒有在那條推文中鏈接我的歌曲來使其成為關於我的內容，只是這首歌實際上就是在講這種令人厭惡的情況，並且比我在推特上說的話更具有說服力」。兩年後的2022年希利思及此時，坦言道：「那時，我在房間裡對所有推特狗屎的反應就像是，『哦滾蛋！你知道我不會利用這個機會來將我在YouTube上播放的半便士報酬兌現』。我想說的是，『這是我真正思考過的事情』，而你四天來一直要求的就是『說點什麼！』所以我說，『這就是我的想法』」。希利表示一首歌曲可比一則推文更受重視，並自稱是「網路消費音樂領域最好的作家」。

## 參與人員
以下資料摘自《網路交友的快問快答》專輯註釋
- 馬修·希利 –  作曲、製作、鍵盤、吉他、人聲
- 喬治·丹尼爾 –  作曲、製作、編程、鼓、合成器
- 亞當·漢恩 –  作曲、吉他
- 羅斯·麥克唐納 –  作曲、貝斯吉他
- 倫敦社區福音合唱團（英语：London Community Gospel Choir） –  合唱
- 喬納森·吉爾摩 –  錄音工程師
- 羅賓·史密特 –  母帶後製工程師
- 麥克·克羅西（英语：Mike Crossey） –  混音師

## 榜單成績
| 榜單（2018年）                     | 最高 排名 |
| ---------------------------------- | --------- |
| 加拿大（《告示牌》Canada Rock）    | 46        |
| 愛爾蘭（愛爾蘭唱片音樂協會单曲榜） | 35        |
| 蘇格蘭（官方榜单公司單曲榜）       | 47        |
| 英國（官方榜单公司單曲榜）         | 33        |
| 美國（《告示牌》Hot Rock Songs）   | 10        |
| 美國（《告示牌》Rock Airplay）     | 9         |

| 榜單（2018年）                     | 排名 |
| ---------------------------------- | ---- |
| 美國《告示牌》熱門搖滾和另類歌曲榜 | 86   |

| 榜單（2019年）                     | 排名 |
| ---------------------------------- | ---- |
| 美國《告示牌》熱門搖滾和另類歌曲榜 | 47   |
| 美國《告示牌》搖滾熱播榜           | 36   |

## 銷售認證
| 地區                   | 认证 | 认证单位/销量 |
| ---------------------- | ---- | ------------- |
| 英国（英国唱片业协会） | 金   | 400,000‡      |
| 美国（美國唱片業協會） | 金   | 500,000‡      |
| ‡僅含認證的+實際銷量   |      |               |

## 發行歷史
| 地區   | 日期          | 格式     | 廠牌      | 參考    |
| ------ | ------------- | -------- | --------- | ------- |
| 多國   | 2018年7月19日 | 串流媒體 | Dirty Hit | [ 54 ]  |
| 澳洲   | 2018年7月21日 | 數位下載 | Dirty Hit | [ 7 ]   |
| 紐西蘭 | 2018年7月21日 | 數位下載 | Dirty Hit | [ 126 ] |